# Michael Pollmann
Wolfgang Michael Pollmann (* 14. August 1961 in Hamburg) ist ein deutscher Politiker der Partei Bündnis 90/Die Grünen Hamburg und politischer Beamter. Er war Abgeordneter der Hamburgischen Bürgerschaft für die Grün-Alternative Liste und Staatsrat der Behörde für Umwelt und Energie der Freien und Hansestadt Hamburg.

## Leben und Politik
Nach dem Abitur (1979) nahm Pollmann ein Biologiestudium an der Universität Hamburg auf (1980–1986) und war zwischen 1982 und 1987 Abgeordneter in der Bezirksversammlung Hamburg-Eimsbüttel. 1990 wurde der Diplom-Biologe Geschäftsführer des Botanischen Vereins zu Hamburg e.V. In der Folge war er von 1991 bis 1992 Abgeordneter in der Hamburgischen Bürgerschaft. Während dieser Wahlperiode war er für die Fraktion der GAL Vorsitzender im Ausschuss für Hafen, Wirtschaft und Landwirtschaft sowie Mitglied im Ausschuss für Inneres und für den öffentlichen Dienst. Von 1991 bis 1993 war er weiterhin in der Umweltbehörde der Freien und Hansestadt Hamburg tätig.
Nach einem Engagement für die Themenfelder Umwelt- und Energiepolitik im Hanse-Office in Brüssel (1993–1997) wurde Pollmann 1997 Staatsrat der Umweltbehörde im Senat Runde, Aufsichtsratsvorsitzender der Hamburger Friedhöfe AöR und Aufsichtsratsmitglied bei mehreren Hamburger öffentlichen Unternehmen. Er wurde 2001 im Senat von Beust I von Gregor Kempkens von der Partei Rechtsstaatlicher Offensive abgelöst und war zwischen 2001 und 2004 Gutachter für Umwelt und Nachhaltige Entwicklung. In der Folge war er von 2004 bis 2009 für den Deutschen Entwicklungsdienst (DED) in Peru im Umweltbereich tätig. Seit Ende 2009 beriet er im Auftrag der GTZ das peruanische Umweltministerium in Lima, diesen Aufgabe übte der Biologe bis 2015 aus.
Im Mai 2015 wurde Wolfgang Michael Pollmann von Senator Jens Kerstan im Senat Scholz II zum Staatsrat für Umwelt und Energie der Hamburger Behörde für Stadtentwicklung und Umwelt berufen. Er wurde Nachfolger von Holger Lange. Im Zuge der Bereichsumgliederung im Senat Scholz II wurde Pollmann am 1. Juli 2015 zum Staatsrat der Behörde für Umwelt und Energie. Diesen Posten hatte er ab dem 28. März 2018 auch im nachfolgenden Senat Tschentscher I inne. Ab dem 10. Juni 2020 hatte er den Posten des Staatsrats in der Behörde für Umwelt, Klima, Energie und Agrarwirtschaft im Senat Tschentscher II inne. Am 3. September 2024 wurde Pollmann aus gesundheitlichen Gründen in den Ruhestand versetzt; sein Nachfolger wurde Anselm Sprandel.

## Privates
Wolfgang Michael Pollmann ist verheiratet und Vater zweier Kinder.